# Kokoppia gracilis
Kokoppia gracilis är en kvalsterart som först beskrevs av Woas 1986.  Kokoppia gracilis ingår i släktet Kokoppia och familjen Oppiidae. Inga underarter finns listade i Catalogue of Life.